# Gräsören (Lappo, Brändö, Åland)
Gräsören är en ö i Åland (Finland). Den ligger i Skärgårdshavet och i kommunen Brändö i landskapet Åland, i den sydvästra delen av landet. Ön ligger omkring 61 kilometer öster om Mariehamn och omkring 220 kilometer väster om Helsingfors.
Öns area är 4,6 hektar och dess största längd är 370 meter i sydöst-nordvästlig riktning.